# لیدز (نیویورک)
لیدز (به انگلیسی: Leeds) یک منطقهٔ مسکونی در ایالات متحده آمریکا است که در شهرستان گرین، نیویورک واقع شده‌است. لیدز ۱٫۳۹ کیلومتر مربع مساحت و ۳۷۷ نفر جمعیت دارد و ۴۸ متر بالاتر از سطح دریا واقع شده‌است.